# Владислав Лянгнер
Владислав Александер Лянгнер (пол. Władysław Aleksander Langner, 18 червня 1896, Яворів, Галичина — 26 вересня 1972, хутір поблизу Ньюкасла, Велика Британія) — генерал Війська Польського, був одним з керівників польської оборони м. Львова (12-22 вересня 1939 року) — під час вересневої війни, з метою захисту міста від німецьких, а потім радянських військ.

## Життєпис

### Рання кар'єра
Владислав Лянгнер провів своє дитинство в місті Тарнів (колишнє польсько-українське прикордоння), де він став членом місцевої Незалежної спілки молоді, яку 1913 року представляв на національному з'їзді у Кракові. Того ж року він разом зі своїм братом заснував воєнізовану організацію в Тарнові, у якій вони регулярно проводили військові навчання і тренування. Пізніше ця організація також брала участь у вербуванні чоловічого населення до польської національної армії.
У 1914—1917 роках він служив у бригаді польських легіонів Пілсудського і став командиром піхотного взводу. У наступні роки був командиром, зокрема, 5-го та 40-го стрілецьких піхотних полків, дислокованих в Львові та 12-ї піхотної дивізії, що базувалася в Тернополі. Під час проходження служби у Львові, Лянгнер, як командир 40-го стрілецького піхотного полку був ініціатором будівництва стадіону для потреб війська на вул. Кохановського. У 1928 році був викликаний до Варшави, де призначений на посаду начальника Головного бюро Управління Міністерства оборони. Через три роки Владислав Лянгнер був призначений другим заступником міністра оборони та начальником Військової адміністрації, а 1934 року отримав військове звання — генерал армії. До 1938 року він служив у Лодзі та командував IV корпусом. У 1938—1939 роках, він обіймав ту ж саму посаду в штабі VI корпусу, що дислокувався у Львові.

### Друга світова війна
Під час воєнної компанії 1939 року командував обороною міста Львова. Військовий гарнізон, який мав трохи більш ніж 20 піхотних батальйонів, 65 гармат і 18 гармат зенітної артилерії, захищав місто від німецьких військ протягом десяти днів (12-22 вересня 1939 року). Зголосилися захищати місто також студенти, робітники і скаути. Зі скаутами Лангера пов'язувало те, що він протягом багатьох років був головою Львівської станиці Польської Асоціації скаутів. 22 вересня 1939 року він для того, щоб уникнути руйнування міста та знищення жителів Львова, віддав наказ про капітуляцію і здачу міста військовим підрозділам РСЧА. Після підписання документу про капітуляцію, Лянгнер повинен був сказати: «… З німцями ми воюємо. Місто билося з ними 10 днів. Вони, німці, вороги всіх слов'ян. А Ви є слов'янами …».
Від 22 вересня і до листопада 1939 року, у зв'язку з процедурою капітуляції, перебував у Москві. 20 листопада 1939 року через Черемош переправився до Румунії, а звідти до Франції, де він перебував у розпорядженні головнокомандувача. Від жовтня 1940 року він знаходився у Великій Британії і керував 3-ю бригадою піхоти польських збройних сил за кордоном, а з серпня 1941 р. керував школою бригади та був членом Військового трибуналу (суду). Протягом серпня 1943 — листопаду 1945 років служив у штабі інспектора Військової освіти в Лондоні, від листопада 1945 року залишився в розпорядженні начальника Генерального штабу Станіслава Копанського в Лондоні. Після демобілізації, у 1945 року, займався фермерським господарством на хуторі поблизу Ньюкасла. 11 листопада 1964 року президент Польщі у вигнанні Август Залеський надав йому звання дивізійного генерала.
Помер Владислав Лянгнер у своєму будинку 26 вересня 1972 року.

## Ордени та відзнаки
- Золотий Хрест військового ордену Virtuti Militari;
- Срібний хрест військового ордену Virtuti Militari;
- Хрест Незалежності (Польська Республіка);
- Хрест офіцерський Ордену Відродження Польщі;
- Хрест Хоробрих — чотири рази;
- Золотий хрест Заслуги.